# Río Brunswick (Georgia)
El río Brunswick es un río de marea, de unos 10 km de longitud, en el condado de Glynn, Georgia. Comienza en la confluencia del río South Brunswick con el río Turtle al sureste de Brunswick y fluye hacia el este hasta St. Simons Sound, el estrecho entre la isla Saint Simons al norte y la isla Jekyll al sur.
El puente Sidney Lanier cruza el río Brunswick, la I-95 y la ruta estatal de Georgia 303 cruzan el río Turtle, la calzada Torres cruza el estrecho de St. Simons y la calzada de la isla Jekyll cruza el estrecho de Jekyll.